# Вила дел Дука (Кјети)
Вила дел Дука је насеље у Италији у округу Кјети, региону Абруцо.
Према процени из 2011. у насељу је живело 36 становника. Насеље се налази на надморској висини од 49 м.